# Trichodontium
Trichodontium là một chi rêu trong họ Dicranaceae.